# Sulaimanisaurus gingerichi
Sulaimanisaurus gingerichi es la única especie conocida del género extinto Sulaimanisaurus (“lagarto de Sulaiman”) de dinosaurio saurópodo titanosauriano, que vivió finales del período Cretácico, hace aproximadamente 70 millones de años, en el Maastrichtiense, en lo que es hoy el subcontinente indio. Encontrado en el miembro Vitakri de la Formación Pab, Baluchistán, oeste de Pakistán, se lo ha llamado "Sulaimansaurus" en algunos reportes tempranos). La especie tipo es S. gingerichi, y se basa en siete vértebras de la cola a la que se han referido 4 vértebras caudales más. Las vértebras poseen largos y cuadrados centros sin rebores para chevrones ni surco central. La cara inferior es cuadrada y bien delimitada por los chevrones. Las superficies laterales desde ventral se observan claramente en los caudales anteriores y levemente en las medias y posteriores. Para incluirlo se ha propuesto una familia llamada Pakisauridae junto con Pakisaurus balochistani y Khetranisaurus barkhani, basados en particularidades de las vértebras caudales.